# Per Johan Björling
Per Johan Björling, född 28 december 1810 i Örtomta socken, Östergötlands län, död 21 augusti 1891 i Örtomta landskommun, Östergötlands län, var en svensk präst i Örtomta församling och kontraktsprost i Bankekinds kontrakt.

## Biografi
Per Johan Björling föddes 1810 i Örtomta socken. Han var son till inspektoren Lars Björling och Lovisa Hedberg. Björling blev höstterminen 1833 student vid Uppsala universitet, Uppsala och prästvigdes 14 maj 1837. Han blev 25 september 1846 komminister i Örtomta församling, Örtomta pastorat och tillträde 1848. Björling tog 19 december 1857 pastoralexamen och blev 12 mars 1858 kyrkoherde i Örtomta församling med tillträde 1859. Han var från 27 december 1873 till 11 februari 1891 kontraktsprost i Bankekinds kontrakt. År 1883 blev han ledamot av Vasaorden. Björling avled 1891 i Örtomta landskommun.

### Familj
Björling gifte sig 9 maj 1853 med Sophia Lovisa Ekström (1831–1901). Hon var dotter till inspektoren Magnus Ekström och Lovisa Carlsdotter i Örtomta socken. De fick tillsammans barnen Anna (1854–1870), Karl Johan Gustaf (född 1855) och Per Gustaf (född 1872).